# Indi (element)
L'indi és un element químic de nombre atòmic 49, situat en el grup 13 de la taula periòdica dels elements i en el 5è període. El seu símbol és In. És un metall poc abundant, mal·leable, fàcilment fusible, químicament semblant a l'alumini i al gal·li, però més semblant al zinc (de fet, la principal font d'obtenció d'aquest metall és a partir de les menes de zinc). Les aplicacions més importants són en la fabricació de pantalles de cristall líquid LCD, díodes emissors de llum LED, en cel·les fotovoltaiques, miralls i aliatges de baix punt de fusió.

## Història

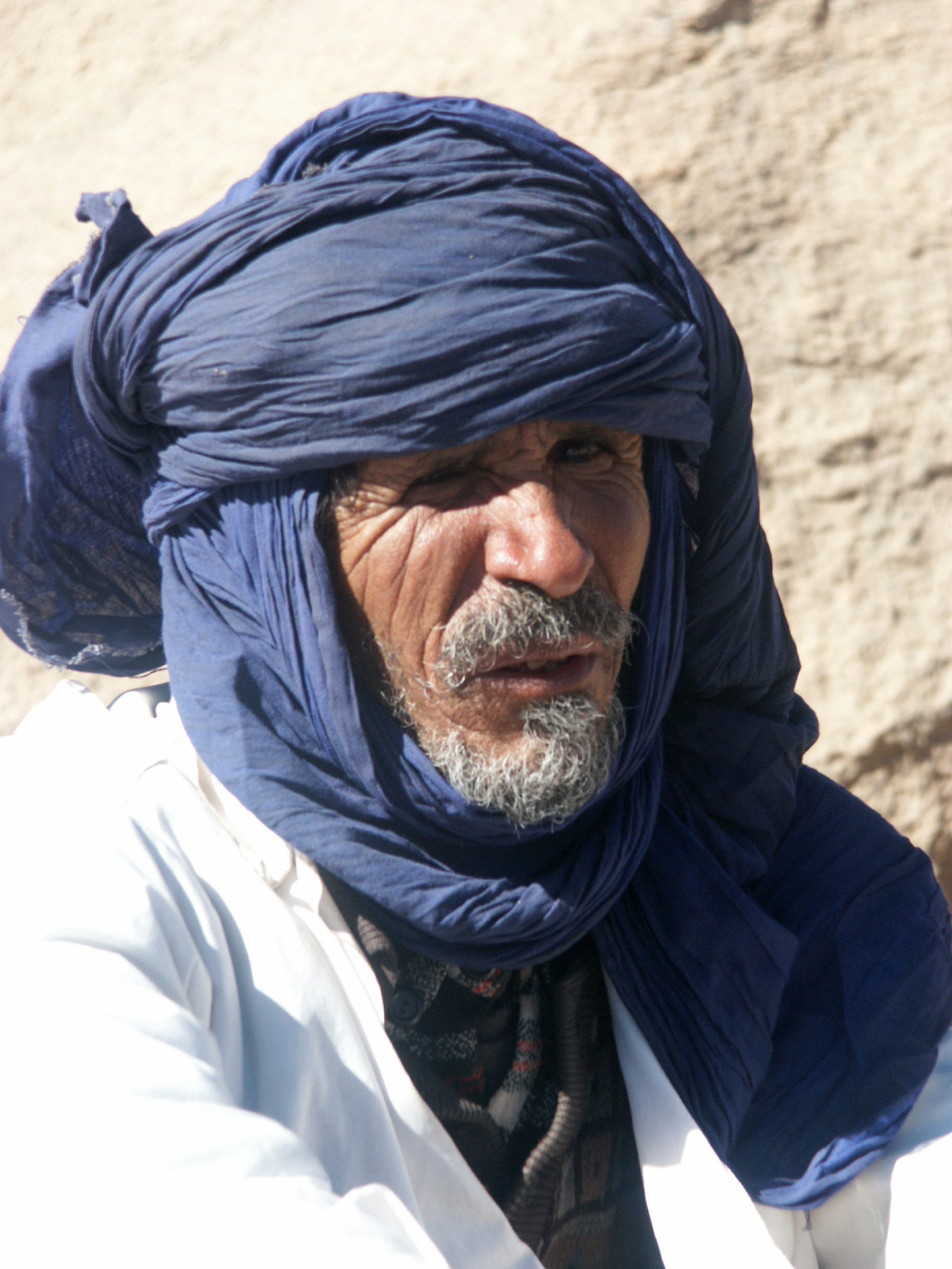
Tuareg amb un clàssic turbant de color indi.

L'indi fou identificat pels químics alemanys Ferdinand Reich (1799-1882) i Hieronymus Theodor Richter (1824-1898), el 1863, quan estaven buscant tal·li, que s'havia descobert feia poc, en unes mostres del mineral esfalerita (sulfur de zinc, {\displaystyle {\ce {ZnS}}}) per mitjà d'un espectrògraf. Detectaren en l'espectre atòmic d'aquestes mostres una nova línia a una longitud d'ona de 451 nm de color indi —color entre el cel i el violat, conegut també com a anyil— que no es corresponia a cap dels elements coneguts, per la qual cosa havia de correspondre a un nou element que anomenaren indi. Fou aïllat per primera vegada pel mateix Ritcher el 1867.
Als anys quaranta del segle xx s'inicià l'ús com a aliatge especial per la fabricació de coixinets de fricció, però no fou fins al 1952, quan es començà a utilitzar en dispositius semiconductors, i s'incrementà la demanda d'indi.

## Abundància i obtenció

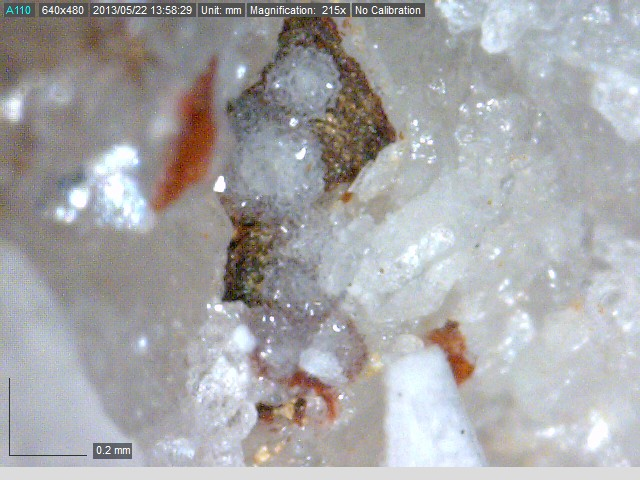
Yanomamita InAsO4 \!. \! 2H2O.

L'indi és un element rar a l'escorça terrestre, ocupant la posició 69a pel que fa a abundància dels elements, amb una concentració mitjana de 0,1 ppm, unes tres vegades més abundant que l'argent o el mercuri. Hi ha pocs minerals que el contenen, només tretze. Sense comptar l'indi natiu els que en contenen més d'un 30 % són: dzhalindita {\displaystyle {\ce {In(OH)3}}} 69,23 %, indita {\displaystyle {\ce {Fe++In2S4}}} 55,50 %, damiaoïta {\displaystyle {\ce {PtIn2}}} 54,07 %, cadmoindita {\displaystyle {\ce {CdIn2S4}}} 49,58 %, roquesita {\displaystyle {\ce {CuInS2}}} 47,35 %, laforêtita {\displaystyle {\ce {AgInS2}}} 40,03 % i yanomamita {\displaystyle {\ce {InAsO4 \! . \! 2H2O}}} 39,62 %.
Es produeix, principalment, a partir dels residus generats durant el processament de menes de zinc. També es troba en menes de ferro, plom i coure. S'obté per mitjà de l'electròlisi de les seves sals. Fins al 1924 només hi havia un gram aïllat de l'element en el món.

Gràfic de l'increment de la producció mundial d'indi.

La quantitat d'indi consumit està molt relacionada amb la producció mundial de pantalles de cristall líquid (LCD). L'augment de l'eficiència de producció i reciclat (especialment al Japó) manté l'equilibri entre la demanda i el subministrament. El preu mitjà de l'indi en el 2000 fou de 188 dòlars per quilogram.
El 2019 principal productor d'indi fou Xina amb 300 tones anuals, seguida de Corea del Sud amb 240, el Japó amb 75, el Canadà amb 60, França amb 50 i Bèlgica amb 20. La producció total el 2019 fou de 760 tones.

## Característiques

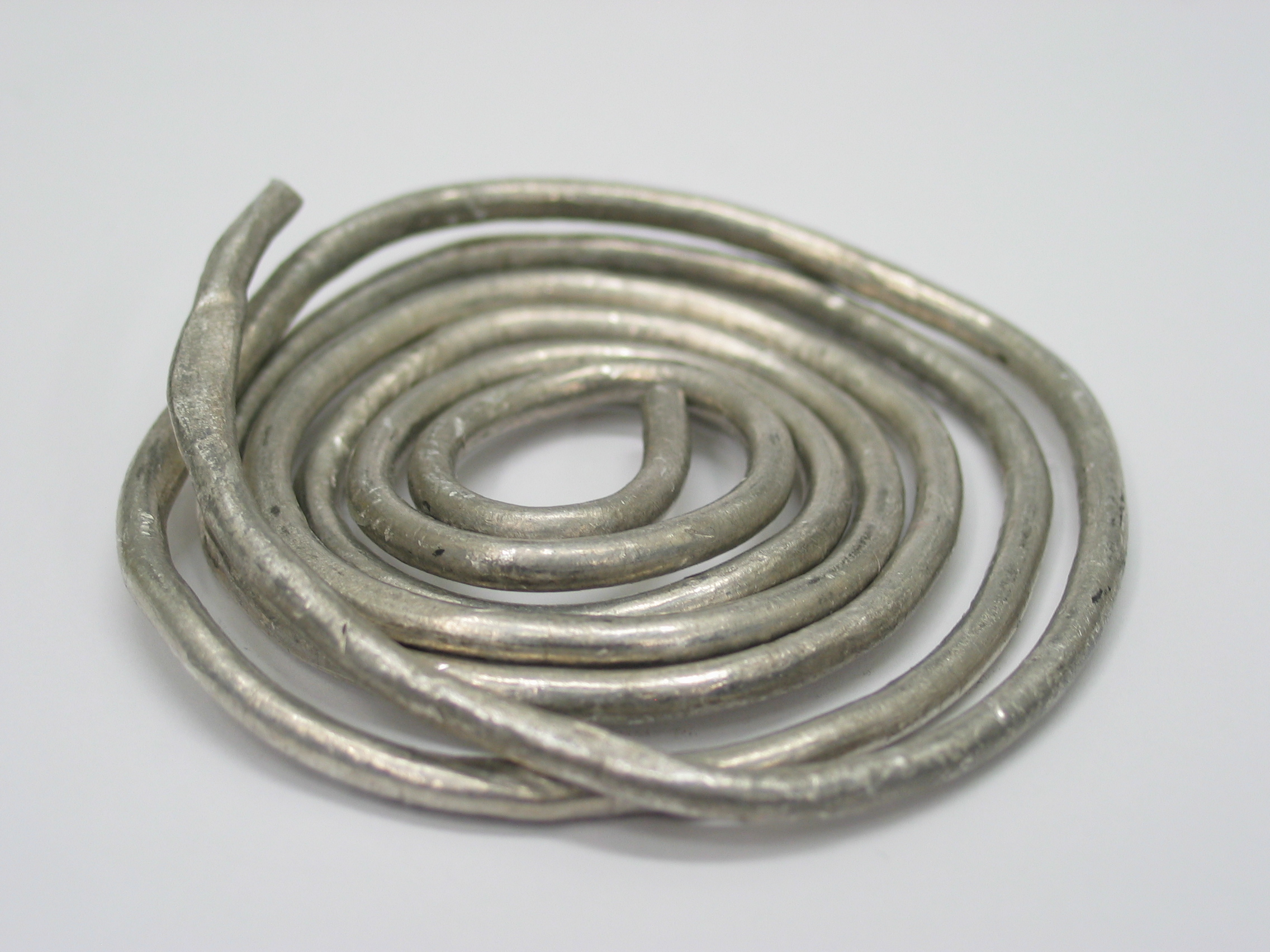
Cable d'indi dúctil.

### Característiques físiques
L'indi és un metall blanc argentat molt tou que presenta un llustre brillant. Té una densitat de 7,31 g/cm³, un punt de fusió de 156,60 °C i un punt d'ebullició de 2 072 °C. Quan es doblega el metall emet un so característic. Cristal·litza en el sistema tetragonal centrat a les cares.

### Característiques químiques

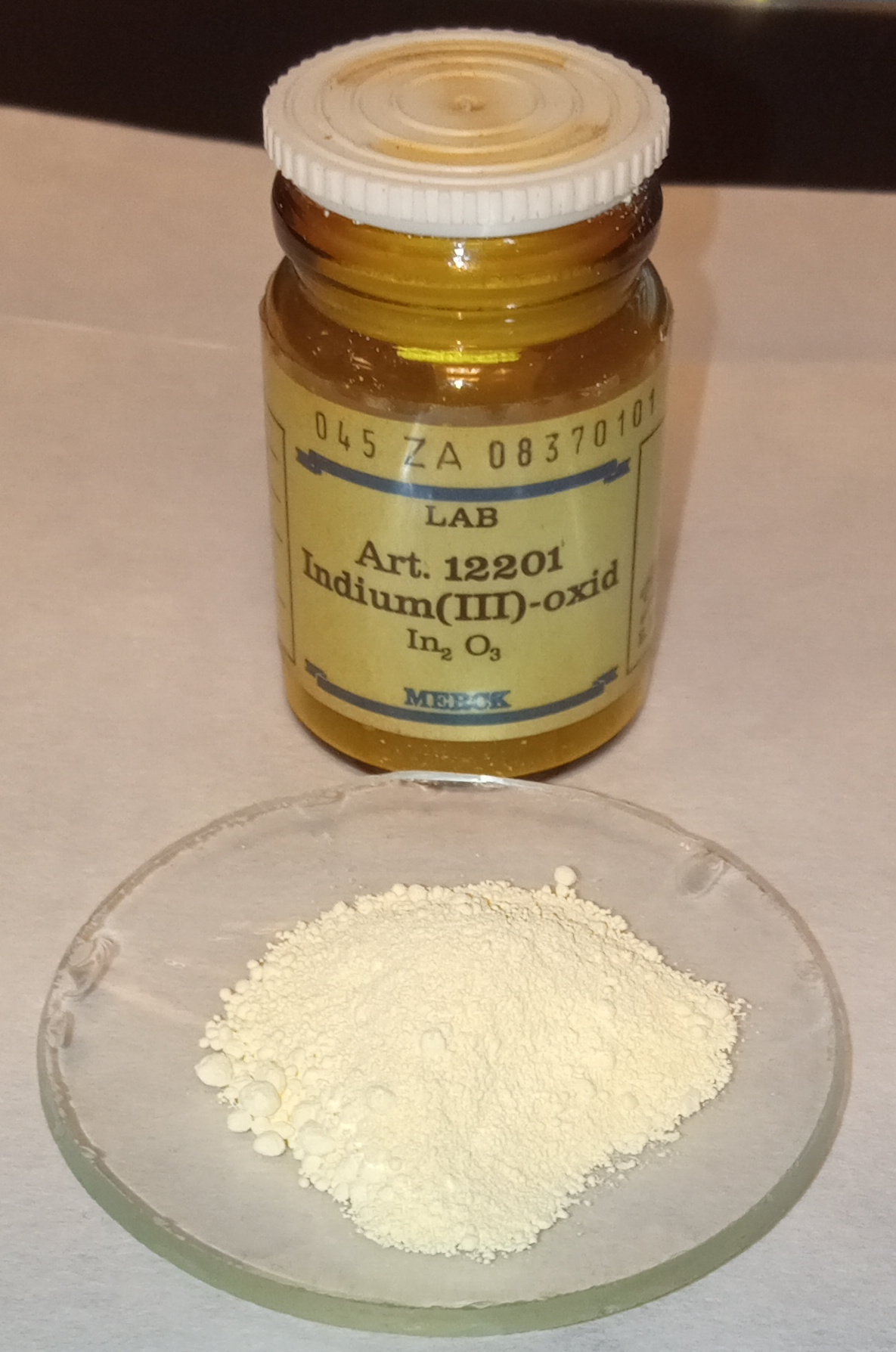
Òxid d'indi(III) In2O3.

L'estat d'oxidació més característic de l'indi és el +3, encara que també presenta el +1 i el +2 en alguns compostos.
L'indi no es veu afectat per l'aire a temperatures normals, però amb un escalfament intens crema amb una flama blava-violada per formar l'òxid d'indi(III) {\displaystyle {\ce {In2O3}}} de color groc. Aquest òxid es redueix fàcilment al metall, i amb un fort escalfament perd oxigen per donar l'òxid d'indi(I) {\displaystyle {\ce {In2O}}}. L'hidròxid d'indi(III) {\displaystyle {\ce {In(OH)3}}} es dissol tant en àcids com en àlcalis.

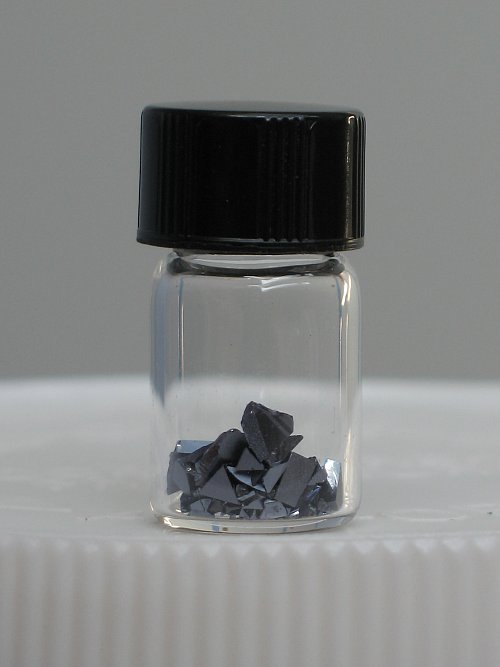
Fosfur d'indi InP.

L'indi és un element amfòter; es dissol en àcids per donar sals d'indi, i també es dissol en àlcalis concentrats per donar indats. No obstant això, no es veu afectat per l'hidròxid de potassi o l'aigua bullent. Quan s'escalfa en presència d'halògens o sofre, es produeix una combinació directa. Amb els principals elements del grup 15, l'indi forma compostos (nitrur d'indi, fosfur d'indi, arsenur d'indi, antimonur d'indi) que tenen propietats semiconductores
Tots els derivats d'indi anhidres de càrrega triple excepte el trifluorur d'indi {\displaystyle {\ce {InF3}}} són covalents. Hi ha una marcada tendència al fet que dos dels electrons exteriors de l'àtom d'indi (els electrons exteriors 5s2) no s'usin en l'enllaç; aquesta circumstància dona lloc a compostos d'indi amb càrrega única.
D'halurs se n'han descrit de fluor, clor, brom i iode amb indi(1+), indi(2+) i indi(3+). Per exemple de clor hi ha els composts: {\displaystyle {\ce {InCl}}}, {\displaystyle {\ce {InCl2}}} i {\displaystyle {\ce {InCl3}}}. D'òxids hi ha l'òxid d'indi(II) {\displaystyle {\ce {InO}}} i l'òxid d'indi(III) {\displaystyle {\ce {In2O3}}}. De sulfurs, selenurs i tel·lururs s'han descrit d'indi(2+) i d'indi(3+), com ara els selenurs {\displaystyle {\ce {InSe}}} i {\displaystyle {\ce {In2Se3}}}. També hi ha el nitrur d'indi {\displaystyle {\ce {InN}}}, el fosfur d'indi {\displaystyle {\ce {InP}}} i l'arsenur d'indi {\displaystyle {\ce {InAs}}}. D'altres composts són l'hidròxid d'indi(III) {\displaystyle {\ce {In(OH)3}}}, el nitrat d'indi(III)—1/3 aigua {\displaystyle {\ce {In(NO3)3*3H2O}}}, el perclorat d'indi(III)—1/8 aigua {\displaystyle {\ce {In(ClO4)3*8H2O}}}, el fosfat d'indi(III) {\displaystyle {\ce {InPO4}}}, el sulfat d'indi(III) {\displaystyle {\ce {In2(SO4)3}}}.

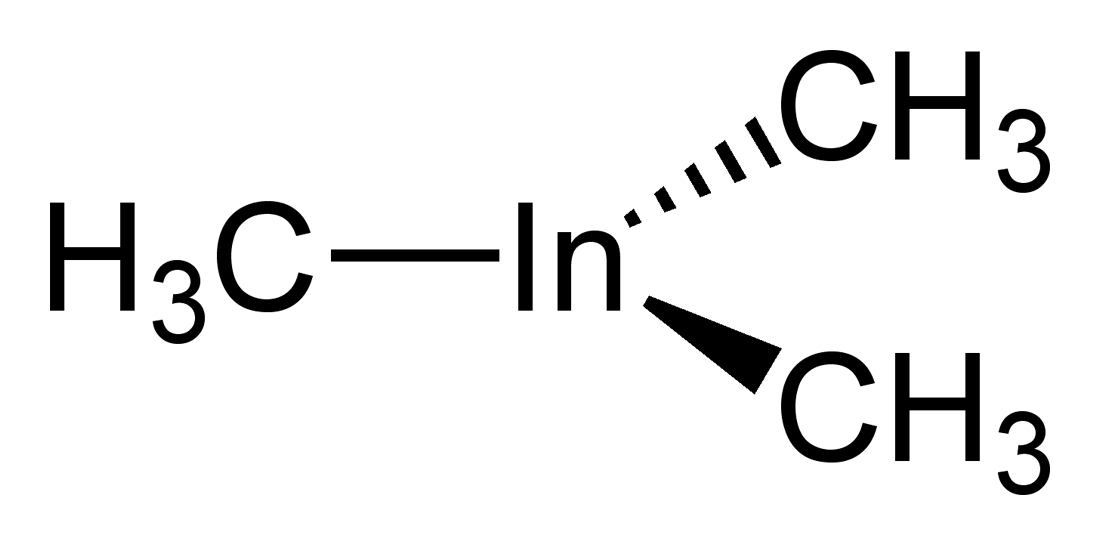
Estructura del trimetil indi.

S'han sintetitzat també composts organometàl·lics amb indi com són el trimetil indi {\displaystyle {\ce {In(CH3)3}}}, el trietil indi {\displaystyle {\ce {In(CH3)3}}} o el trifenil indi {\displaystyle {\ce {In(C6H5)3}}}.

## Isòtops
A la natura hi ha dos isòtops d'indi, l'indi 113 que és estable i que constitueix el 4,29 % del total d'indi natural, i l'indi 115, que constitueix l'altre 95,71 % i que és pràcticament estable, ja que el seu període de semidesintegració és de 4,41 × 10¹⁴ anys, superior a l'edat de l'univers, que és de 13,8 × 10⁹ anys. Per altra banda, s'han observat altres trenta-set isòtops sintetitzats o com que són part de les cadenes de desintegració d'altres núclids artificials. Aquests van del nombre màssic 97 al 135, essent el més estable l'indi 111 que té un període de semidesintegració de 2,80 dies i que té aplicacions mèdiques. L'indi 111 es desintegra per captura electrònica, emetent raigs gamma d'alta energia de 173 keV (90,5 %) i de 247 keV (94 %), els més importants. La reacció és:
{\displaystyle {\ce {^111_49In + ^0_{-1}e -> ^111_48Cd + \gamma}}}

## Aplicacions

### Indústria electrònica

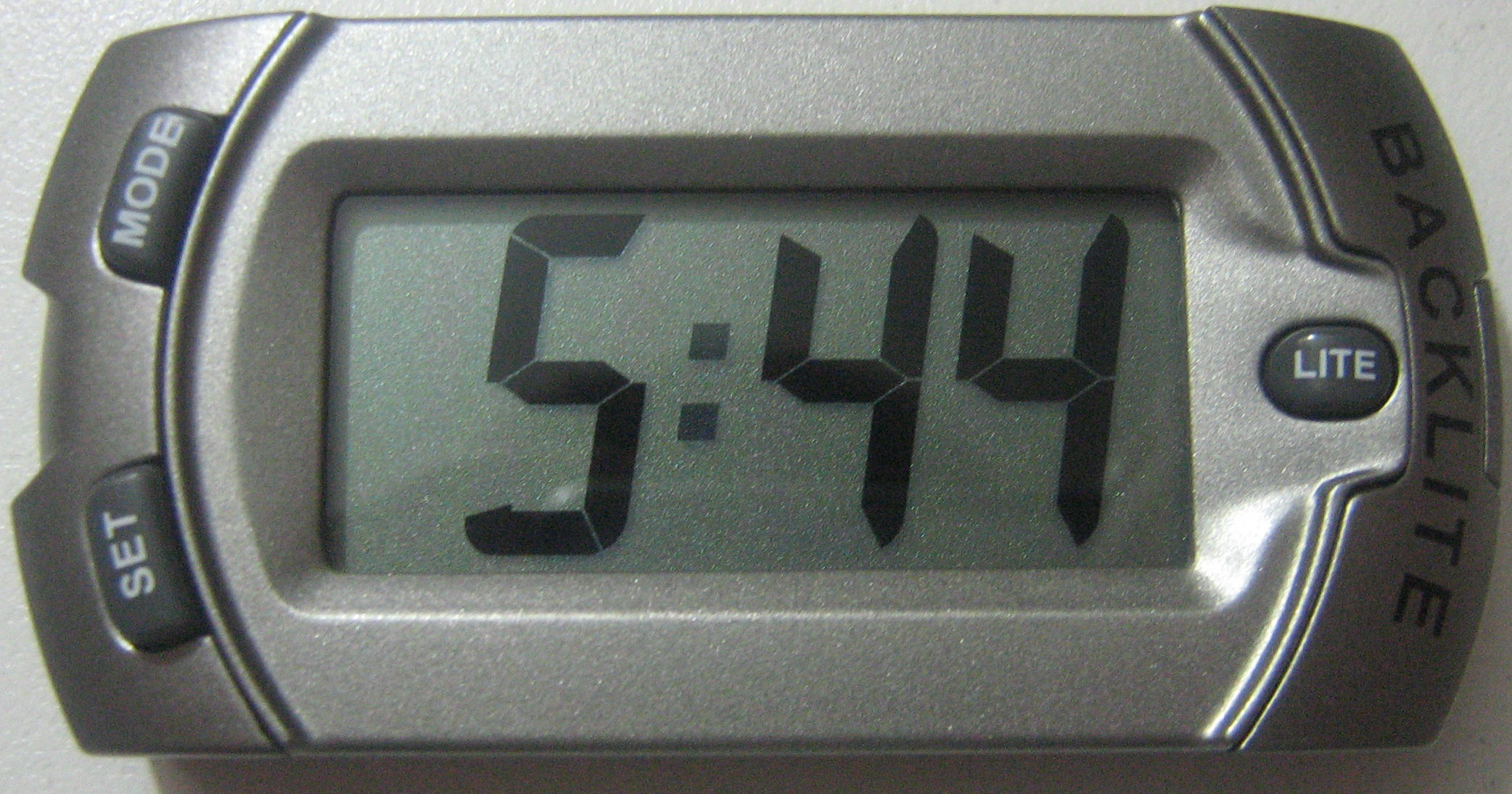
Rellotge amb pantalla LCD.

A mitjans i finals dels anys 1980 despertà interès l'ús de fosfurs d'indi semiconductors i pel·lícules primes d'òxids d'indi i estany per al desenvolupament de pantalles de cristall líquid (LCD). L'òxid d'indi i estany (ITO) s'utilitza com a recobriment dels elèctrodes no visibles en les pantalles de cristall líquid (LCD), de plasma i en les pantalles tàctils, ja que és un conductor elèctric òpticament transparent. Actualment, prop del 45 % del consum d'indi és per a la producció d'ITO.
El germani dopat amb indi es fa servir per a fabricar transistors i components elèctrics com rectificadors i fotoconductors. S'han desenvolupat compostos d'indi nanoestructurats, incloent-hi nanorodes de nitrur d'indi {\displaystyle {\ce {InN}}} per a transistors d'efecte de camp d'alta velocitat i díodes emissors de llum (LED), que es poden fer servir en televisors i pantalles d'ordinador.

### Generació d'energia
L'indi s'empra en les barres de control de les centrals nuclears per la seva alta secció eficaç de captura de neutrons tèrmics (190 × 10–24 cm²). Algunes barres de control utilitzades són aliatges constituïts per un 5 % d'indi, 15 % d'argent i 80 % de cadmi.

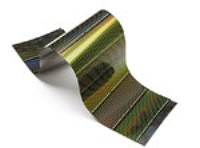
Cel·la solar flexible.

El selenur de gal·li, indi i coure {\displaystyle {\ce {Cu(InGa)Se2}}} (CIGS) és un semiconductor utilitzat en la fabricació de la capa fina conductora de cel·les solars primes i flexibles, pel fet que és un dels millors materials absorbents disponibles gràcies al seu elevat coeficient d'absorció i àmplia resposta espectral.

### Indústria del vidre i la ceràmica
L'indi s'usa en la fabricació de miralls de la mateixa qualitat que els fabricats amb argent, però amb una resistència més alta a la corrosió.
Els aliatges d'indi, estany, cadmi i bismut i les d'indi, plom i estany es fan servir com a soldadures per unir metalls, vidre, quars i ceràmica. En tècniques de buit, les soldadures d'aliatge d'indi amb estany (50 % In i 50 % Sn) serveixen per unir el vidre amb el vidre o el metall.

### Medicina

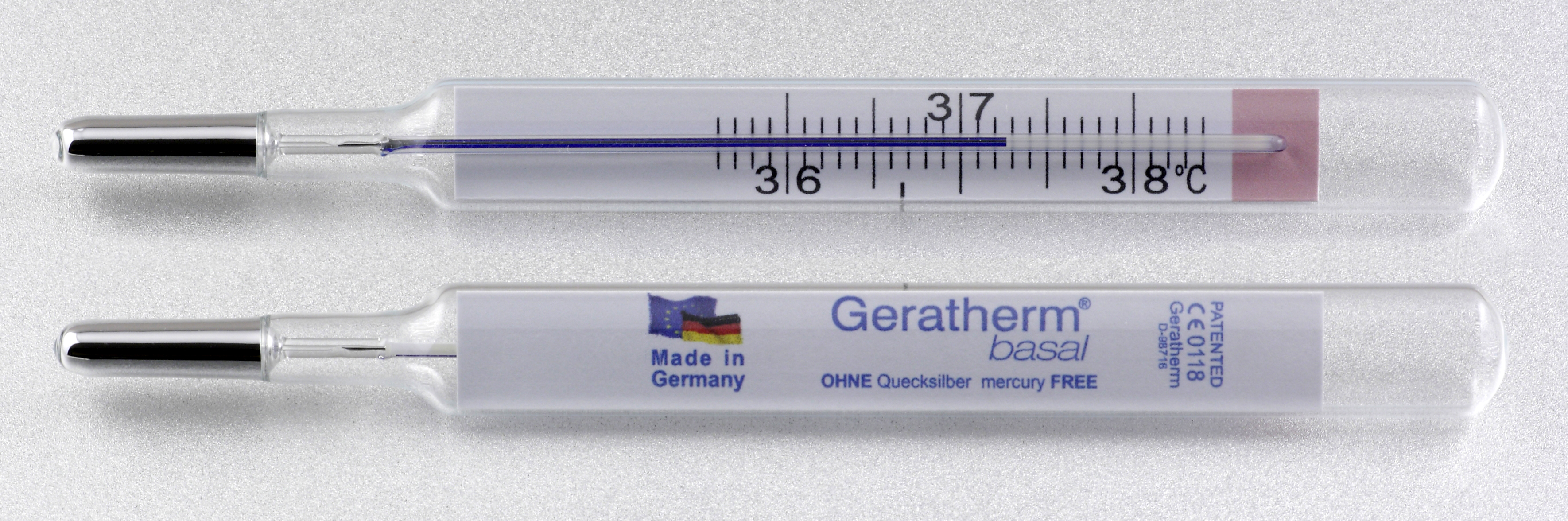
Termòmetre de galinstan per a la mesura de la febre.

L'aliatge de baix punt de fusió format per indi (24 %) i gal·li (76 %) es fa servir en algunes amalgames dentals perquè és líquid a temperatura ambient. El galinstan és un aliatge eutèctic de gal·li, indi i estany, líquid a temperatura ambient, el punt de fusió es troba en els –19 °C. A causa de la baixa toxicitat dels metalls que componen aquest aliatge, es fa ús com a reemplaçament no tòxic per a moltes de les aplicacions que anteriorment empraven el mercuri, com ara els termòmetres.
Els raigs gamma emesos per l'indi 111 s'utilitzen en la detecció i valoració de tumors neuroendocrins en combinació amb la tomografia per emissió de positrons (PET), amb fluor 18.

## Precaucions
Hi ha proves no confirmades que suggereixen que l'indi presenta una toxicitat baixa. No obstant això, en la indústria de semiconductors i de soldadura, on les exposicions són relativament altes, no hi ha hagut notícies d'efectes col·laterals.